# Pictures Inside Me
Pictures Inside Me — український металкор-гурт. Гурт існує з 2005 року, але до осені 2007-го грав зовсім іншу музику, мав зовсім інший склад.

## Історія

### 2007
- В грудні 2007-го гурт презентує свій EP «Тепло других небес». Презентація проходить у рамках двох спільних концертів з російським гуртом «Totem».

### 2008
- З цим же гуртом «Totem» хлопці вирушають в тур, в якому вони відвідують Москву, Санкт-Петербург, Псков.
- 15 червня 2008 року «Pictures Inside Me» повертаються в Санкт-Петербург та виступають на одній сцені з гостями з США «Dillinger Escape Plan».
- 8 серпня беруть участь у фестивалі «Metal Heads' Mission», де також були такі гурти, як All Shall Perish, Agnostic Front, Sworn Enemy, Pro-Pain, Warbringer та ін.
- В жовтні під лейблом «DF Music Organization» виходить новий сингл з назвою «Заставь Себя Проснуться», в підтримку якого, разом з гуртом «Mamay», хлопці знову вирушають в тур.

### 2009
- В січні гурт презентує свій новий кліп «В Океане Твоих Слез», який був знятий ще в березні 2007.
- 28 березня відбулась презентація нового альбому «Обреченный Жить», який був виданий лейблами «DF Music Organization» та «Іншамузика».
- 20 вересня в Маріуполі (клуб «Arlekin») був знятий перший концертний DVD групи.
- 26-27 вересня група виступила в ролі хедлайнерів на «Руйнації» — найбільшому фестивалі важкої музики західної України, що проходив у Львові та Вінниці[1].

### 2010
На світ виходить проривний сингл "Tesla", який мав дещо інше звучання, відмінне від їх стилю. Сингл отримав чудову популярність і запав у серця багатьом фанатам гурту. Робота над матеріалом для нового альбому продовжувалась. Після виходу переможної Тесли готувався, уже на початку 2011,  не менш переможний Beyond The Skyline, уже англійською мовою, але сингл так і не був випущений через розпад гурту.

## Дискографія
- Тепло других небес (EP) — 2007
- Заставь себя проснуться (сингл) — 2008
- Обреченный Жить — 2009
- Tesla (сингл) — 2010